# Distrito de Chittoor
Chittoor (en telugú; చిత్తూరు జిల్లా, urdu; چتور ضلع) es un distrito de India en el estado de Andhra Pradesh. Código ISO: IN.AP.CH.
Comprende una superficie de 15 152 km².
El centro administrativo es la ciudad de Chittoor.

## Demografía
Según censo 2011 contaba con una población total de 4 170 468 habitantes.